# Maesobotrya pierlotii
Maesobotrya pierlotii är en emblikaväxtart som beskrevs av J.Leonard. Maesobotrya pierlotii ingår i släktet Maesobotrya och familjen emblikaväxter. Inga underarter finns listade i Catalogue of Life.